# Szara maść
Szara maść, maść rtęciowa szara (łac. Unguentum Hydrargyri cinereum FP IV, syn. Unguentum Hydrargyri, Unguentum neapolitanum. Unguentum mercuriale) – preparat galenowy do użytku zewnętrznego, którego aktywnym składnikiem jest rtęć metaliczna.

## Skład
Szara maść zawiera 30% rtęci metalicznej (łac. Hydrargyrum vivum). Skład maści na przestrzeni lat ulegał zmianom.

Rp.

Hydrargyri           30,0  (tłum. rtęci metalicznej 30 gramów)

Lanolini anhydrici   15,0  (tłum. lanoliny bezwodnej 15 gramów)

 Adeps suillus       37,0  (tłum. tłuszczu wieprzowego 37 gramów)

 Sebum ovilae        18,0  (tłum. łoju baraniego 18 gramów)

M.f.ung. (tłum. zmieszaj, niech powstanie maść.)

Rp.

Hydrargyri               30,0   (tłum. rtęci metalicznej 30 gramów)

Lanolini anhydrici       20,0   (tłum. lanoliny bezwodnej 20 gramów)

Vaselini flavi           40,0   (tłum. wazeliny żółtej 40 gramów)

Aquae destillatae        10,0   (wody destylowanej 10 gramów)

M.f.ung. (tłum. zmieszaj, niech powstanie maść.)

## Zastosowanie
Stosowano ją w leczeniu:
- skórnych zmian w przebiegu kiły,
- wszawicy łonowej,
- leczeniu ropni skórnych.

Szara maść była powszechnie stosowana, pojawiła się także w okupacyjnym szlagierze:

Najlepsza jest szara maść,

nie trzeba jej dużo kłaść.

Nacierać wszędy,

aż zginą mendy...

W latach 70. XX w. bardzo ograniczono zastosowanie szarej maści, a w latach 80. była stosowana już bardzo rzadko (tylko w wyjątkowo opornych procesach chorobowych – głównie w dermatologicznym lecznictwie zamkniętym). Obecnie jest już niemal niestosowana (poza bardzo rzadkimi wskazaniami w lecznictwie zamkniętym).